# Romulea speciosa
Romulea speciosa är en irisväxtart som först beskrevs av Henry Charles Andrews, och fick sitt nu gällande namn av John Gilbert Baker. Romulea speciosa ingår i släktet Romulea och familjen irisväxter. Inga underarter finns listade i Catalogue of Life.